# O Tenente Sedutor
The Smiling Lieutenant (bra/prt: O Tenente Sedutor) é um filme musical pre-Code estadunidense de 1931, do gênero comédia romântica, dirigido por Ernst Lubitsch, estrelado por Maurice Chevalier, e coestrelado por Claudette Colbert, Charlie Ruggles e Miriam Hopkins. O roteiro de Samson Raphaelson, Ernest Vajda, Jacques Bataille-Henri e do próprio Lubitsch foi baseado no romance "Nux der Prinzgemahl" (1905), de Hans Müller-Einigen; e na opereta "Ein Walzertraum" (1907), de Leopold Jacobson e Felix Dörmann.
Editado com um mínimo de diálogos e um máximo de sutilezas visuais, o filme conseguiu evitar uma repentina recusa do público em comprar ingressos para produções musicais.

## Sinopse
O Tenente Nikolaus "Niki" von Preyn (Maurice Chevalier), da Guarda Real austríaca, está de serviço na Viena do século XIX, numa parada militar que saúda o Rei Adolf XV (George Barbier) e a princesa Anna (Miriam Hopkins), sua filha, do reino vizinho de Flausenthurm. Em dado momento, Niki sorri e pisca para a violinista Franzi (Claudette Colbert), sua nova namorada, que estava no meio da multidão. Todavia, a princesa Anna julga ser a destinatária da piscadela e se apaixona pelo tenente, que se vê obrigado a casar-se com ela para evitar um incidente internacional.
Niki acaba frustrado com sua nova vida, porque a princesa é muito sem graça. Certo dia, ao caminhar pelas ruas de Flausenthurm, ele revê Franzi, que o seguira. Os dois têm um breve caso, logo descoberto por Anna, que decide enfrentar a rival. Porém, Franzi, que tem bom coração, acaba por se apiedar da princesa e passa a dar-lhe lições de como conquistar o tenente.

## Elenco
- Maurice Chevalier como Tenente Nikolaus "Niki" von Preyn
- Claudette Colbert como Franzi
- Charlie Ruggles como Max
- Miriam Hopkins como Princesa Anna
- George Barbier como Rei Adolf XV
- Hugh O'Connell como Ordenado de Niki

Não-creditados
- Harry C. Bradley como Conde von Halden
- Elizabeth Patterson como Baronesa von Schwedel
- Granville Bates como Coletor de Impostos
- Cornelius MacSunday como Imperador Francisco José

## Produção
O filme não foi feito em circunstâncias agradáveis: a mudança para os estúdios de Astoria, em Nova Iorque, explica a sensação de confinamento no set. Chevalier descreveu a sua performance – "sorrisos e piscadelas fofas" – como uma "demonstração mecânica da técnica" devido ao luto pela morte de sua mãe. Lubitsch também atuava como árbitro entre Colbert e Hopkins, que costumavam brigar bastante, já que ambas estavam determinadas a serem filmadas no mesmo ângulo. Lubitsch encorajava a disputa das duas durante a produção, pois achava que combinava com suas personagens na tela.
Cenas do filme foram incluídas na produção promocional "The House That Shadows Built" (1931), da Paramount.

## Recepção
"The Smiling Lieutenant" foi a maior bilheteria da Paramount em 1931. Richard Barrios afirmou que "Lubitsch e Chevalier eram invencíveis". A produção também foi eleita um dos dez melhores filmes do ano pelo jornal The New York Times, junto com "Luzes da Cidade", de Charlie Chaplin; e "Tabu: A Story of the South Seas", de F. W. Murnau.
Lubitsch ainda estava aprendendo a dominar a tecnologia sonora em filmes e a combiná-la com a narrativa: James Harvey afirma que "tecnicamente, The Smiling Lieutenant é o mais realizado dos primeiros filmes sonoros de Lubitsch. Em cenários, trabalho de câmera, música de fundo, alternâncias de som e silêncio. Assim, o filme atinge um certo nível que faz The Love Parade e Monte Carlo parecerem comparativamente estúpidos". Para Andrew Sarris, o filme está entre o "lirismo cadenciado" de "Love Parade" e as "ironias temperadas" presentes em "Trouble in Paradise".
Devido a uma disputa contínua de direitos autorais com a versão do filme mudo, "The Smiling Lieutenant" permaneceu fora de circulação por anos e foi considerado perdido até que uma impressão foi descoberta na Dinamarca na década de 1990. Quando o filme ressurgiu, a "exultação geral" foi seguida por "uma inevitável decepção" devido aos problemas técnicos da produção.

## "O Toque de Lubitsch"
A noção do "Toque de Lubitsch" é usada para descrever o comentário visual ou piada que se torna uma assinatura ou uma marca registrada dos filmes de Lubitsch. Billy Wilder explica a existência da noção em relação ao filme: "Foi o uso elegante da Superpiada. Contaram uma piada e 
você se sentiu satisfeito, e então houve mais uma grande piada após aquela. A piada que você não esperava. Esse foi o 'toque de Lubitsch'". A superpiada definitiva é que, no final do filme, "a garota errada fica com o homem".

## Prêmios e indicações
| Ano  | Cerimônia | Categoria    | Indicado                                   | Resultado | Ref.          |
| ---- | --------- | ------------ | ------------------------------------------ | --------- | ------------- |
| 1932 | Oscar     | Melhor filme | Ernst Lubitsch (para a Paramount Pictures) | Indicado  | [ 12 ] [ 13 ] |